# Lotf Ali Khan

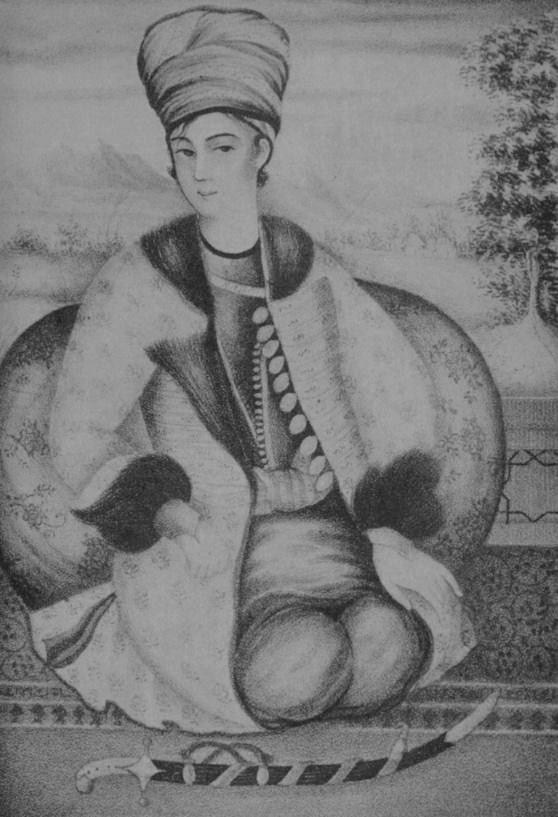
Lotf Ali Khan

Loft Ali Khan (khoảng 1769-1794) là vị vua nhà Zand cuối cùng của Ba Tư (Iran ngày nay), trị vì từ 1789 tới 1794.
Là con của Jafar Khan, ông trở thành quốc vương năm 1789. Từ năm 1792, ông giao chiến với Agha Mohammad Khan thủ lĩnh của bộ lạc Qajar. Thua trận, ông cùng với một đội quân nhỏ của mình đã chiến đấu dưới sự truy đuổi của Agha Mohammad Khan, sau đó ông chạy tới thành Shiraz và đóng hết các cánh cổng thành.
Ba Tư sau đó được trì vị bởi triều đại nhà Qajar.